# Boks na Igrzyskach Afrykańskich 2007
Turniej bokserski IX Igrzysk Afrykańskich odbył się w dniach 12–21 lipca 2007 w Algierze (Algieria). Był równocześnie kwalifikacją do Igrzysk Olimpijskich w Pekinie w 2008. Kwalifikowali się finaliści poszczególnych kategorii.

## Medaliści
| Kategoria                    | Złoty                           | Srebrny                            | Brązowy                                                      |
| waga papierowa (48 kg)       | Suleiman Bilali · Kenia         | Manyo Plange · Ghana               | Thomas Essomba · Kamerun · Junior Mikamou · Gabon            |
| waga musza (51 kg)           | Abderahim Mechenouai · Algieria | Jackson Chauke · Południowa Afryka | Johannes Simon · Namibia · Kennedy Kenyanta · Zambia         |
| waga kogucia (54 kg)         | Abdelhalim Ouradi · Algieria    | Issa Samir · Ghana                 | Bruno Julie · Mauritius · Khumiso Ikgopoleng · Botswana      |
| waga piórkowa (57 kg)        | Abdelkader Chadi · Algieria     | Shili Alaa · Tunezja               | Roberto Adjaho · Benin · Ibrahima Keita · Gwinea             |
| waga lekka (60 kg)           | Seifeddine Nejmaoui · Tunezja   | Yassin Al-Sheairy · Egipt          | Owethu Mbira · Południowa Afryka · Muyideen Ganiyu · Nigeria |
| waga lekkopółśrednia (64 kg) | Hastings Bwalya · Zambia        | Herbert Nkabiti · Botswana         | Abderrahmane Araby · Egipt · Rachid Tariket · Algieria       |
| waga półśrednia (69 kg)      | Rached Merdassi · Tunezja       | Bastir Samir · Ghana               | Foster Nkodo · Kamerun · Hossam Bakr Abdin · Egipt           |
| waga średnia (75 kg)         | Nabil Kassel · Algieria         | Ahmed Saraku · Ghana               | Jean-Babtiste Bekondji · Kamerun · Daniel Shishia · Kenia    |
| waga półciężka (81 kg)       | Ramadan Yasser · Egipt          | Abdelhafid Benchabla · Algieria    | Adura Olalehin · Nigeria · Joshua Makonjio · Kenia           |
| waga ciężka (91 kg)          | Mourad Sahraoui · Tunezja       | Lateef Kayode · Nigeria            | Abdelaziz Touilbini · Algieria · Ousmane Diatta · Senegal    |
| waga superciężka (>91 kg)    | Emad Abdelhalim Ali · Egipt     | Newfel Ouatah · Algieria           | Mohamed Homrani · Tunezja · Remy Atsama · Kamerun            |

## Klasyfikacja medalowa
| Poz.    | Państwo           |    |    |    | Razem |
| ------- | ----------------- | -- | -- | -- | ----- |
| 1       | Algieria          | 4  | 2  | 2  | 8     |
| 2       | Tunezja           | 3  | 1  | 1  | 5     |
| 3       | Egipt             | 2  | 1  | 2  | 5     |
| 4       | Kenia             | 1  | 0  | 2  | 3     |
| 5       | Zambia            | 1  | 0  | 1  | 2     |
| 6       | Ghana             | 0  | 4  | 0  | 4     |
| 7       | Nigeria           | 0  | 1  | 2  | 3     |
| 8       | Botswana          | 0  | 1  | 1  | 2     |
| 8       | Południowa Afryka | 0  | 1  | 1  | 2     |
| 10      | Kamerun           | 0  | 0  | 4  | 4     |
| 11      | Benin             | 0  | 0  | 1  | 1     |
| 11      | Gabon             | 0  | 0  | 1  | 1     |
| 11      | Gwinea            | 0  | 0  | 1  | 1     |
| 11      | Mauritius         | 0  | 0  | 1  | 1     |
| 11      | Namibia           | 0  | 0  | 1  | 1     |
| 11      | Senegal           | 0  | 0  | 1  | 1     |
| Łącznie | Łącznie           | 11 | 11 | 22 | 44    |